# Sprezzatura
Sprezzatura è un termine in voga durante il XVI secolo italiano in ambito musicale, relativamente sia alla composizione che all'esecuzione; non è altro che una declinazione in accezione musicale del significato comportamentale del termine: una condotta di estremo rigore e autocontrollo, al limite del sussiego.

## Nella musicologia
Il termine è stato inizialmente utilizzato, in senso musicale, per connotare taluni aspetti del recitar cantando teorizzato in seno alla Camerata de' Bardi. Un esempio è nella presentazione delle Nuove Musiche di Giulio Caccini:
(Nuove Musiche di Giulio Caccini)
Nell'ambito musicale questo termine indica la condotta del canto monodico sul basso continuo che si piega con grazia, agio e quindi sprezzatura alle inflessioni ed alle tensioni del testo.
In seguito, "nella musica, in un’idea di grazia secondo modelli leziosi del gusto rococò, si afferma uno «stile galante»; le sue caratteristiche sono leggerezza e decorativismo. Tra i suoi maggiori esponenti troviamo Telemann, Galuppi, Rutini, nonché Haydn e Mozart nel periodo giovanile. Ma questo tema, nella musica, implica tutta una riflessione sul segreto del ritmo e della composizione, sulla quiete e il movimento, come hanno esposto Stéphane Mallarmé, Hans von Balthasar, Giovanni Guanti, Jankelevitch, con un’ampia riflessione da Bach fino a Debussy e Ravel. Per quanto riguarda il linguaggio musicale, la grazia segna soprattutto un abbellimento nell’esecuzione, nell’interpretazione; è insomma una nota di bravura nel tocco tutto speciale derivante dal termine «sprezzatura», mentre nella critica musicale affiora questo termine anche in profondità perché viene giudicato il corrispettivo di una specie d’invasamento".

## Nel comportamento
Il termine sprezzatura ha però origine non musicale, e riguarda alcuni aspetti della condotta del perfetto uomo di corte. Il termine viene utilizzato e spiegato ne Il Cortegiano di Baldassarre Castiglione:
Da questo credo io che derivi assai la grazia: perché delle cose rare e ben fatte ognun sa la difficultà, onde in esse la facilità genera grandissima maraviglia; e per lo contrario il sforzare e, come si dice, tirar per i capegli dà somma disgrazia e fa estimar poco ogni cosa, per grande ch’ella si sia. Però si po dire quella essere vera arte, che non pare essere arte; né più in altro si ha da poner studio che nella nasconderla: perché, se è scoperta, leva in tutto il credito e fa l’omo poco estimato»
(Baldassarre Castiglione, Il Cortegiano, XVI)
In questo caso quindi, la sprezzatura altro non è che la disinvoltura dell'uomo di corte che affronta le difficoltà: l'equilibrio, il controllo di sé e il sano distacco che ne fanno un perfetto cortigiano.
Utile anche la ripresa di Giacomo Leopardi nello Zibaldone:
(Roma 14 marzo 1823, secondo venerdì di marzo)
Il codice linguistico della sprezzatura è individuato dalla critica anche in alcuni personaggi letterari, dalla Ricerca del tempo perduto di Marcel Proust al Gattopardo di Giuseppe Tomasi di Lampedusa.
Il termine, inoltre, ha assunto un ulteriore significato nel campo della moda, dove sta ad indicare la capacità di vestirsi bene infrangendo le regole classiche con un'apparenza di spontanea (ma in realtà finemente calcolata) nonchalance.